# Witalij Popkow

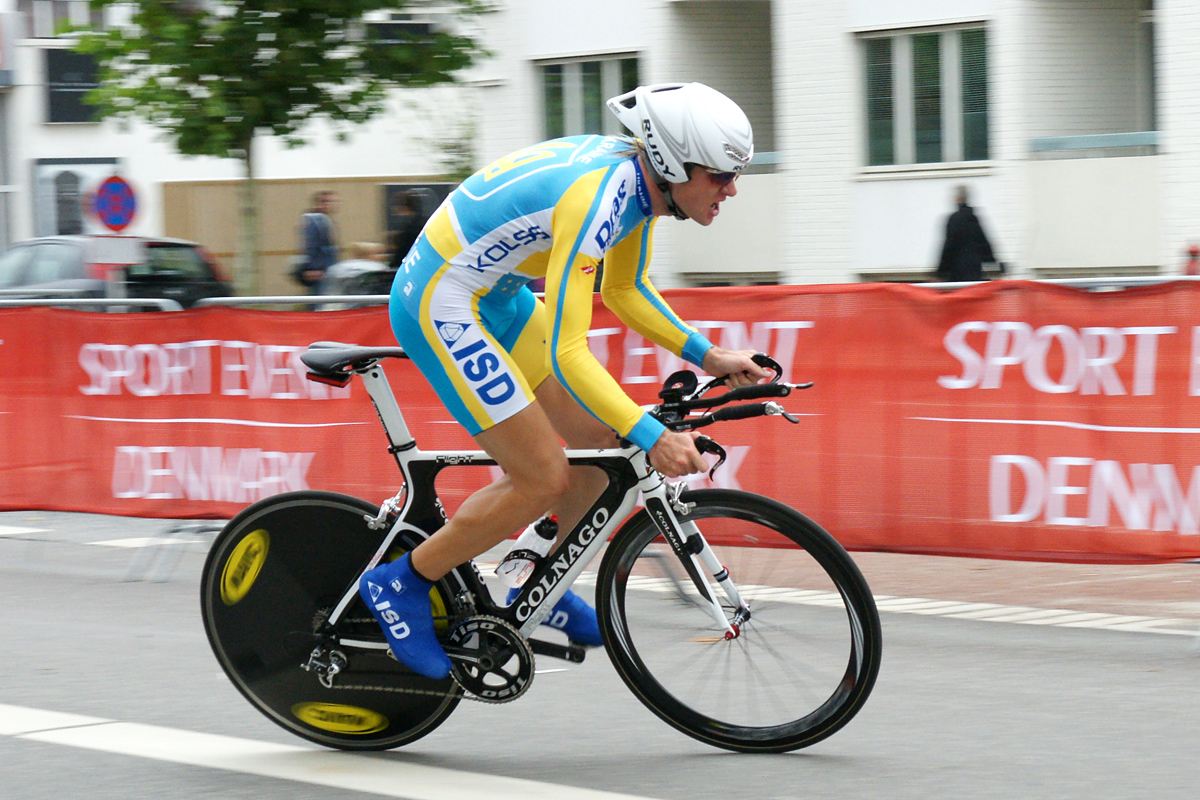
Popkow bei den UCI-Straßen-Weltmeisterschaften 2011 in Kopenhagen

Witalij Popkow (russisch Виталий Попков; * 16. Juni 1983 in Nowoselyzja) ist ein ukrainisch-russischer Bahn- und Straßenradrennfahrer.

## Sportliche Laufbahn
Von 2002 bis 2009 gehörte Witalij Popkow zum international erfolgreichen Bahn-Vierer der Ukraine. In wechselnden Besetzungen wurde das ukrainische 2002, 2003 und 2004 U23-Europameister. 2005, 2007 und 2009 gewann der Vierer zudem jeweils einen Lauf des Bahnrad-Weltcups. 2007 wurde er gemeinsam mit Ljubomyr Polatajko, Maxym Polischtschuk und  Witalij Schtschedow Vize-Weltmeister in der Mannschaftsverfolgung. 2009 gewann er beim Lauf des Weltcups in Cali die Einerverfolgung. 2004 und 2008 startete er im Vierer bei den Olympischen; 2004 belegte das Team Platz sechs, 2008 Platz 14.
Anschließend legte Popkow seinen Schwerpunkt auf den Straßenradsport. Ab 2009 fuhr er für das Team ISD-Team. In seinem ersten dortigen Jahr entschied er das rumänische Rennen Tour of Szeklerland für sich. Im Jahr darauf wurde er ukrainischer Meister im Straßenrennen wie im Einzelzeitfahren und gewann er mehrere Rennen sowie Etappen wie etwa den Grand Prix Adygeja und den norwegischen Rogaland Grand Prix. 2012 gewann er unter anderem den Grand Prix of Moscow sowie erneut die Tour of Szekerland. 2013 hatte er weitere Etappenerfolge und gewann den polnischen Course de la Solidarité Olympique.
2016 wechselte Popkow zum russischen Radsportverband und startete 2017 sowie 2018 bei den russischen Straßenmeisterschaften. Seine beste Platzierung war Rang 14 im Jahre 2018, als er 14. im Einzelzeitfahren wurde.

## Erfolge

### Bahn
2002
- U23-Europameister – Mannschaftsverfolgung (mit Wolodymyr Djudja, Roman Kononenko und Wolodymyr Sahorodnij)

2003
- Weltcup in Kapstadt – Mannschaftsverfolgung (mit Wolodymyr Djudja, Wolodymyr Sahorodnij und Oleksandr Symonenko)
- U23-Europameister – Mannschaftsverfolgung (mit Wolodymyr Djudja, Roman Kononenko und Wolodymyr Sahorodnij)

2004
- U23-Europameister – Mannschaftsverfolgung (mit Wolodymyr Djudja, Dmytro Grabovskyy  und Maxym Polischtschuk)

2005
- Weltcup in Moskau – Mannschaftsverfolgung (mit Wolodymyr Djudja, Roman Kononenko und Wolodymyr Sahorodnij)

2007
- Weltmeisterschaft – Mannschaftsverfolgung (mit Ljubomyr Polatajko, Maxym Polischtschuk und  Witalij Schtschedow)
- Weltcup in Los Angeles – Einerverfolgung, Mannschaftsverfolgung (mit Ljubomyr Polatajko, Maxym Polischtschuk und  Witalij Schtschedow)

2009
- Weltcup in Cali – Einerverfolgung

### Straße
2009
- Gesamtwertung und eine Etappe Tour of Szeklerland

2010
- Grand Prix of Donetsk
- Gesamtwertung und zwei Etappen Grand Prix Adygeja
- eine Etappe Five Rings of Moscow
- Grand Prix Jasnej Góry-Czestochowa
- Rogaland Grand Prix
- Ukrainischer Meister – Einzelzeitfahren
- Ukrainischer Meister – Straßenrennen
- eine Etappe Tour of Szeklerland

2012
- Grand Prix of Moscow
- Race Horizon Park
- eine Etappe Course de la Solidarité Olympique
- eine Etappe Dookoła Mazowsza
- Gesamtwertung Tour of Szeklerland

2013
- eine Etappe Grand Prix of Sochi
- eine Etappe Grand Prix of Adygeya
- eine Etappe Tour de Azerbaijan
- Gesamtwertung und eine Etappe Course de la Solidarité Olympique
- eine Etappe Tour of Szeklerland

## Teams
- 2007 ISD-Sport Donetsk
- 2008 ISD-Sport Donetsk
- 2009 ISD-Sport-Donetsk
- 2010 ISD Continental Team
- 2011 ISD-Lampre Continental
- 2012 ISD-Lampre Continental
- 2013 ISD Continental Team
- 2014 ISD Continental Team
- 2016 Lvshan Landscape (ab 22. August)
- 2017 Lvshan Landscape